# Kalkandere
Kalkandere là một huyện thuộc tỉnh Rize, Thổ Nhĩ Kỳ. Huyện có diện tích 116 km² và dân số thời điểm năm 2007 là 12712 người, mật độ 110 người/km².